# 1973年古典音樂
本頁面是1973年間古典音樂事件（含相關話題）的紀錄頁。

## 逝世人物

### 2月
- 19日
  - 匈牙利小提琴演奏家西格提·約瑟夫，享年80。
  - 美國長笛演奏家伊萊恩·謝弗（英语：Elaine Shaffer），得年47。

### 3月
- 31日：德國指揮家、作曲家庫特·湯瑪斯，享年68。

### 4月
- 2日：俄裔美籍指揮家雅舍·霍伦斯坦，享年74。
- 16日：匈牙利指揮家克尔特斯·伊斯特凡，得年43。

### 7月
- 6日：德國指揮家奧托·克倫佩勒，享年88。